# أغوستين أريتا
أغوستين أريّتا (بالإسبانية: Agustín Arrieta) هو رسام مكسيكي، ولد في 29 أغسطس 1803 في Chiautempan ‏ في المكسيك، وتوفي في 22 ديسمبر 1874 في مدينة بويبلا في المكسيك.